# Z-Wave
Z-Waveは デンマークの企業である Zensys と Z-Wave アライアンスとが開発した相互運用性を持つ無線通信プロトコルで、ホームオートメーションとセンサーネットワークのような低電力、長時間運用を要求する装置のために設計された。

## Z-Wave Alliance
Z-Wave Alliance はZ-Wave標準に準拠した無線ホームコントロール製品たちを構築することに同意するメーカーで成り立ったコンソーシアムで、2019年1月時点では700社以上が加盟している。

## 主要規格
- 通信速度: 9.6 Kbit/s または 40 Kbit/s
- 変調方式: GFSK
- 距離: 屋外で最大約100フィート（約30メートル）
- 周波数: 900 MHz ISM Band. 908.42 MHz（アメリカ）、868.42 MHz（ヨーロッパ）、919.82 MHz（香港）、921.42 MHz（ オーストラリア 及び ニュージーランド）
- ネットワーク構成: 最大232個のユニット

## トポロジー及びルーティング
Z-Wave は知能型メッシュネットワークトポロジーを使ってマスターノードを持たない. ノード Aとノード Cがお互いに通信できない距離にあっても、三番目のノードである Bを通じてノード Aからノード Cにメッセージを送ることができる. そしてもし Bノードを使うことができなければメッセージを送った Aノードは Cノードに到逹するための他のルーティング経路を捜す。
したがって Z-Waveネットワークは単一ユニットの送信距離より遠い送信距離を持つことができる。

## 応用分野と相互運用性
Z-Wave は現在ホームオートメーションと一緒に装置を制御するために一番幅広く使われるRF技術である。低電力、両方向RF、マッシュネットワーキング技術はセンサーと装置を制御するのにとても相応しい。 また Z-Wave は主要競争技術である ZigBee とは違い、お互いに違ったベンダーの製品たちとアプリケーションレベルで相互運用されてもっと低廉である。 そのため、現在市場では 100個以上の消費者が直接購入して使うことができるお互いに違うベンダーの製品たちが発売されている。

## 主要 Z-Wave 認証製品
- ACT HomePro RF
- ControlThink Z-Wave PC SDK and ThinkEssentials
- Cooper Wiring Devices Aspire RF
- Elk Products
- Embedded Automation mControl
- HomeSeer
- Intermatic HomeSettings and InTouch
- Lagotek Home Intelligence Platform
- Leviton Vizia RF
- Logitech Harmony 890
- Monster Central Control
- Sylvania
- Techniku
- Wayne-Dalton